# Герінгсдорф (Шлезвіг-Гольштейн)
Герінгсдорф (нім. Heringsdorf) — громада в Німеччині, розташована в землі Шлезвіг-Гольштейн. Входить до складу району Східний Гольштейн. Складова частина об'єднання громад Ольденбург-Ланд.
Площа — 29,42 км2. Населення становить 1092 ос. (станом на 31 грудня 2020).